# Léon Walker
Léon Walker (Bern, 29 juli 1937 - 29 oktober 2006) was een Zwitsers voetballer en voetbalcoach die speelde als verdediger.

## Carrière
Walker speelde gedurende zijn loopbaan van 1956 tot 1970 voor BSC Young Boys, FC Sion en FC Luzern. Hij speelde in 1959 een interland voor Zwitserland, en was coach van zijn vaderland van 1979 tot 1981.
Hij werd landskampioen in 1957, 1958, 1959 en 1960 daarnaast won hij de beker in 1958.

## Erelijst
- BSC Young Boys
  - Landskampioen: 1957, 1958, 1959, 1960
  - Zwitserse voetbalbeker: 1958